# (9651) Arii-SooHoo
(9651) Arii-SooHoo est un astéroïde de la ceinture principale.

## Description
(9651) Arii-SooHoo est un astéroïde de la ceinture principale. Il fut découvert le 7 janvier 1996 à Haleakala par l'observatoire AMOS. Il présente une orbite caractérisée par un demi-grand axe de 2,45 UA, une excentricité de 0,19 et une inclinaison de 1,8° par rapport à l'écliptique.

## Compléments